# Milenov
Milenov (in tedesco Millenau) è un comune della Repubblica Ceca facente parte del distretto di Přerov, nella regione di Olomouc.